# Vinpocetin
Vinpocetin ist ein halbsynthetischer  Abkömmling des (+)-Vincamins, dem Hauptalkaloid des Kleinen Immergrün, und wird als Arzneistoff verwendet.

## Pharmakologische Eigenschaften
Vinpocetin bewirkt in vivo eine Erweiterung der Blutgefäße im Gehirn (zerebrale Vasodilatation) und erhöht den zerebralen Catecholaminstoffwechsel. Es hemmt u. a. die Phosphodiesterase Typ 1. Der genaue Wirkungsmechanismus ist jedoch nicht bekannt.

## Klinische Angaben

### Anwendungsgebiete
Als Anwendungsgebiete werden zerebrovaskuläre Störungen, Demenz und schwaches bis mittelstarkes Psychosyndrom angegeben. Die Wirksamkeit von Vinpocetin für die Anwendung bei der Alzheimer-Krankheit ist umstritten.

### Nebenwirkungen
Als Nebenwirkungen werden unter anderem Kopfschmerzen, Schlafstörungen, gastrointestinale Störungen, Blutdruckabfall und eine erhöhte Herzfrequenz (Tachykardie) angegeben.

## Sonstige Informationen
Vincopocetinhaltige Arzneimittel (Cavinton®) sind in Deutschland seit 2006 nicht mehr im Markt, bedingt durch das Erlöschen der fiktiven Zulassung. Vinpocetin ist als Arzneistoff im Europäischen Arzneibuch monografiert.
Außer als Arzneistoff wird Vinpocetin auch als chirales Reagenz in stereoselektiven Synthesen verwendet.